# Garancières-en-Beauce
Garancières-en-Beauce település Franciaországban, Eure-et-Loir megyében. Lakosainak száma 222 fő (2022. január 1.). Garancières-en-Beauce Allainville, Authon-la-Plaine, Chatignonville és Saint-Escobille községekkel határos.

## Népesség
A település népességének változása:
| Lakosok száma | 190  | 198  | 222  | 220  | 228  | 221  | 219  | 223  | 225  | 222  |
|               | 1968 | 1982 | 1990 | 2006 | 2013 | 2015 | 2017 | 2019 | 2020 | 2022 |